# John Kennaway
John Henry Kennaway, 3e baronnet, né le 6 juin 1837 à Londres et mort le 6 septembre 1919,, est un homme politique britannique.

## Biographie
Élu député de Devon-est lors d'une élection partielle en avril 1870, il entame une longue carrière de membre d'arrière-ban de la Chambre des communes, sur les bancs du Parti conservateur. Nommé membre du Conseil privé en 1897, il est fait membre de l'ordre du Bain en 1902 par le nouveau roi Édouard VII. Il est également un temps président de la Société des missionnaires de l'Église. À partir d'avril 1908 il est le doyen de la Chambre des communes, étant le député qui y siège depuis le plus longtemps sans interruption. Après neuf mandats parlementaires, il ne se représente pas aux élections de janvier 1910. 